# Zatrephes arenosa
Zatrephes arenosa är en fjärilsart som beskrevs av William Schaus 1905. Zatrephes arenosa ingår i släktet Zatrephes och familjen björnspinnare. Inga underarter finns listade i Catalogue of Life.